# 石川県道171号吉原寺井線
石川県道171号吉原寺井線（いしかわけんどう171ごう よしはらてらいせん）は、石川県能美市内にある一般県道である。

## 路概要
起点は白山市美川地区との境に近い能美市根上地区の吉原町西端。起点から、南東方向に進み、西任田町地内で東に左折、国道8号（国道305号と重複）金沢西バイパス西任田ICをくぐり、東任田地内で南に右折する。石川県立寺井高等学校の西側を経て終点に至る。
- 起点：石川県能美市吉原町チ36番1地先（＝石川県道25号金沢美川小松線交点）
- 終点：石川県能美市寺井町ハ14番1地先（＝石川県道169号粟生小松線交点）

## 歴史
- 1960年（昭和35年）10月15日：路線認定。

## 通過する自治体
- 石川県
  - 能美市

## 交差する道路
- 石川県道25号金沢美川小松線（起点）
- 国道8号（国道305号と重複）（能美市西任田町）
- 石川県道169号粟生小松線（能美市寺井町：終点）